# Уилям Тен
Филип Клас (на английски: Philip Klass) е американски писател на произведения в жанра научна фантастика. Пише литературните си творби под псевдонима Уилям Тен(на английски: William Tenn).

## Биография и творчество
Филип Клас е роден на 9 май 1920 г. в Лондон, Великобритания, но още преди втория му рожден ден семейството му се премества в Бруклин, Ню Йорк, САЩ. Служил е в армията на САЩ по време на Втората световна война като военен инженер в Европа. След това работи като технически редактор в лаборатория за радари и радио на Военновъздушните сили на САЩ, а след това и за Лабораториите Бел.
От 1945 г. той е написал 11 книги и десетки разкази, академични статии и есета. Започнал е да пише още докато е работел в лабораториите „Бел“, и в началото на 1950-те читателите на „Галакси Сайънс Фикшън“ вече са очаквали с нетърпение броевете, в които са излизали сатиричните му научнофантастични произведения. The Science Fiction Encyclopedia го описва като „един от много малкото наистина комични представители на жанра, и наистина сатирични автори на фантастични разкази“.
Работата му в радарната лаборатория поражда първия му разказ, „Александър Примамката“, за радарен лъч, насочен към луната. Разказът е публикуван в майския брой от 1946 г. на „Астоундинг Сайънс Фикшън“. Само след месеци лаборатория на Сигнал Корпс успява да улови отразен от Луната радарен лъч, и разказът престава да е фантастичен. Коментарът на автора е: „Беше лош разказ, добър само колкото изобщо да бъде отпечатан. Други в същото списание бяха много по-добри, така че работих наистина сериозно върху втория си разказ. Направих го колкото мога добър.“ Вторият му разказ, често отпечатваният „Детска игра“ (1947 г.) е за юрист, който създава хора с конструкторчето „Сглоби човек“ – играчка, предназначена за дете от бъдещето.
Филип и Фрума Клас сключват брак през 1957 г., и се преместват през средата на 1960-те в Стейт Колидж, Пенсилвания, където Филип преподава английски език и сравнителна литература в Пен Стейт Юнивърсити в продължение на 24 години. Родена през 1935 г., Фрума Клас е израсла в Ню Йорк Сити. Завършила е Бронкс Хай Скул ъф Сайънс и Бруклин Колидж. Работила е като лабораторен техник, медицински редактор и редактор в издателство „Харпър енд Роу“. В Пен Стейт Юнивърсити работи като преподавател по писане, и като редактор към „Пен Стейт Прес“.
Когато Филип Клас се пенсионира през 1988 г., семейството се премества в Маунт Лебанон, Пенсилвания, и Фрума Клас започва работа като редактор към „Блек Бокс Корпорейшън“ в Лоурънс, Пенсилвания. Същата година първият ѝ разказ – „Преди дъгата“ е публикуван в антологията „Синергия 3“. През 1996 г. вторият ѝ разказ, „След дъгата“, печели 750 долара награда от конкурса „Писатели на бъдещето“, и безплатно пътуване до дванайсетото връчване на Наградите за достижение „Хабърд“ в Хюстън. Историята е публикувана в антологията „Писатели на бъдещето“, том 12. През 2004 г. тя участва в световния конкурс за есета „Силата на предназначението“, спонсорирано от фондацията „Джон Темпълтън“. Състезавайки се със 7000 кандидати от 97 страни, тя печели 25 000 долара награда за есето си „Улици от кал, улици от злато“.
Филип Клас е почетен гост на Уърлдкон за 2004 г., и е обявен за Почетен автор от Асоциацията на американските писатели фантасти през 1999 г. Почетен гост и автор на „Лоскон 33“ в Лос Анджелис от 24 до 26 ноември 2006 г.
Още след първата си публикация Уилям Тен бързо бива признат за един от най-добрите хумористи и сатирици в полето на научната фантастика. Последват я много други – „Венера и седемте пола“ (1951), „Долу сред мъртвите“ (1954), „Присъдата в аванс“ (1956) и „На Венера си имаме равин“ (1974). Една от публицистичните му статии, „Г-н Подслушвачът“, по-късно е включена в сборника „Best Magazine Articles“ (1968). Неговият сборник есета и интервюта „Да танцуваш гол“ е номиниран за наградата „Хюго“ в категория „Най-добра книга, свързана с жанра“ за 2004 г.
Теодор Стърджън обобщава хумористичния поглед на Уилям Тен към живота така:
| „ | Би било твърде общо да се твърди, че всяка научнофантастична сатира, комедия или изобщо опит за интелигентна и остроумна критичност в жанра е бедна и като правило евтина имитация на сътвореното от този човек от 1940-те насам. Изключително съсредоточеният му и сложен ум понякога е способен да създаде толкова остро насочен и обективен коментар, че жертвата на този късмет остава перманентно излекувана. Възможно е да си струва да се създават две категории за нашия биологичен вид: човечество и Уилям Тен. Всяка от категориите си има свое общество и свои закони. Аз съм го разбрал. И според мен си струва да го разбираш така. | “ |

Повечето от литературните му творби са публикувани под името Уилям Тен, а от публицистичните – под името Филип Клас. Понякога го бъркат с Филип Дж. Клас, популярен борец против митовете за НЛО, роден по горе-долу същото време, и починал на 9 август 2005 г.
Филип и Фрума Клас са членове на Питсбъргския консорциум на ентусиастите по научната фантастика. Дъщеря им Адина живее в Уилксбър, Пенсилвания, и работи като техническа поддръжка.
Филип Клас почива от сърдечна недостатъчност на 7 февруари 2010 г.